# فرودگاه بین‌المللی مینیسترو ویکتور کوندر
فرودگاه بین‌المللی مینیسترو ویکتور کوندر (به انگلیسی: Ministro Victor Konder International Airport) (به زبان بومی: Aeroporto Internacional de Navegantes-Ministro Victor Konder) یک فرودگاه همگانی مسافربری با کد یاتا NVT است که یک باند فرود آسفالت دارد و طول باند آن ۱۷۰۱ متر است. این فرودگاه در کشور برزیل قرار دارد و در ارتفاع ۵ متری از سطح دریا واقع شده‌است.

## شرکت‌های هواپیمایی و مقصدهای پروازی
| شرکت‌های هواپیمایی     | مقصدهای پروازی                                                                                              |
| --------------------- | --- |
| اویانکا برزیل         | سائو پائولو گوارولوس                                                                                        |
| آزول برزیلین ایرلاینز | ویراکوپوس-کامپیناس، سلگدو فیلهو، ریکایف فصلی: مینیسترو پیستارینی (آغاز از ۱۱ دسامبر ۲۰۱۷; ends ۴ مارس ۲۰۱۸) |
| گول ایر ترنسپورت      | کونگونیاس-سائو پائولو                                                                                       |
| تام ایرلاینز          | کونگونیاس-سائو پائولو                                                                                       |